# The Pro (historieta)
The Pro: La profesional es una historia autoconclusiva escrita por Garth Ennis, dibujada por Amanda Conner y con tintas de Jimmy Palmiotti, publicada por Image Comics en 2002 y por Alecta-Recerca en 2003 en España.

## Historia
Una prostituta, tras una difícil noche de trabajo en la que es estrechamente "observada", adquiere superpoderes gracias al Mirón (una parodia de Uatu, el Vigilante del Universo Marvel). A ella acude al completo la Liga del Honor, para acogerla en su grupo y bautizarla como superheroína. Tras aceptar unirse al grupo, conseguirá volver del revés a todo el grupo y enfrentarlo debido a su extrema violencia, su obsceno lenguaje, y por complacer a escondidas los perversos placeres sexuales que le piden los diferentes miembros de la Liga (como la explícita felación al Santo), algo que no le gustará a ninguno que se destape.
The Pro es una parodia gamberra del cómic de superhéroes en general, pero sobre todo de la Liga de la Justicia de DC Comics, como distinguimos claramente al conocer a sus protagonistas:
- El Santo (una parodia de Superman)
- El Caballero (Batman)
- El Escudero (Robin)
- La Dama (Wonder Woman)
- La Lima (Green Lantern)
- Veloz (Flash)

## Adaptación al cine
En marzo de 2017 se anunció la compra de derechos por parte de Paramount estudios con la intención de producir una película basada en el cómic.